# Brenna, Lombardiet
Brenna är en ort och kommun i provinsen Como i regionen Lombardiet i Italien. Kommunen hade 2 148 invånare (2018).